# Beaubourg (álbum)
Beaubourg es el sexto álbum de música electrónica y experimental del compositor griego Vangelis, publicado por el sello RCA en 1978.
Esta obra es una de las más aventuradas y radicales, por lo tanto polémica, no sólo dentro de la tetralogía que Vangelis grabó para RCA, incluso en su discografía entera. 
Para algunos es considerada de culto, para otros, un trabajo decadente. Aunque se ha dicho que el disco fue grabado bajo la presión de la compañía discográfica, en exigencia del cumplimiento del contrato establecido, se sabe que para Vangelis se trató de un proyecto que tomó en serio de principio a fin, al que incluso refiere con aprecio en distintos momentos. Por otro lado, en este se manifiestan inquietudes que se venían gestando en pasajes de trabajos previos como Hypothesis, Fais que ton rêve soit plus long que la nuit, Heaven and Hell o Ignacio, y que se reiterarían en trabajos posteriores como Invisible Connections y Soil Festivities. 
El título refiere a una calle de París, que se caracteriza por ser sede de diversas expresiones artísticas de vanguardia.
El álbum se conforma de dos partes (división que responde al formato del vinilo) las cuales hacen una pieza única. No hay melodías ni ritmos, solamente ambientes extraños, construidos a través de sonidos y texturas en su mayoría, producidos con sintetizadores analógicos. La influencia de la música de vanguardia, tanto académica como popular, se manifiesta a lo largo de todo el disco. El compositor no da concesiones, por lo que exige un escucha comprometido con la obra.

## Lista de temas
Toda la música compuesta por Vangelis. 
| N.º | Título               | Duración |  |
| 1.  | «Beaubourg, Part I»  | 18:09    |  |
| 2.  | «Beaubourg, Part II» | 21:05    |  |